# Menschenrechtsaktivist
Ein Menschenrechtsaktivist (auch Menschenrechtler, oder nach dem englischen „Human Rights Defenders (HRD)“ auch Menschenrechtsverteidiger (MRV)) ist eine Person, die sich gewaltfrei für die Menschenrechte und Grundrechte einsetzen.

## Situation
Namentlich in Nordkorea, Kolumbien, Guatemala, Ecuador, Brasilien, Simbabwe, der Demokratischen Republik Kongo, Sudan, Iran, Nepal, Bangladesch, Birma, Indonesien, Usbekistan, China und Russland sind Menschenrechtsverteidiger massiver Verfolgung bis hin zu schwersten Misshandlungen, Mord und Verschwindenlassen ausgesetzt. Für weibliche Menschenrechtsverteidiger und solche, die benachteiligten Bevölkerungsschichten wie indigenen Völkern oder bäuerlichen Basisgruppen angehören, ist die Situation oft besonders schwer. Auf Kuba engagieren sich namentlich die Damen in Weiß für die Einhaltung der Menschenrechte in ihrem Land. 
Gewaltsame Übergriffe auf Menschenrechtsverteidiger werden meist von Vertretern des Staates begangen oder in Auftrag gegeben, da sie durch deren Tätigkeit Kritik und Widerstand erfahren. Besonders gilt dies in Ländern, die so genannte schmutzige Kriege gegen innenpolitische Gegner führen. Aber auch in sogenannten failing states ist ihre Situation häufig bedroht.

## Maßnahmen

### UNO
Die Vereinten Nationen verabschiedeten 1998 zum Schutz der Menschenrechtsverteidiger die Erklärung zu den Menschenrechtsverteidigern.
In Europa haben inzwischen bereits zwei nationale Parlamente, das belgische und das deutsche, Resolutionen verabschiedet. Die Regierungen werden darin zu verstärkten Anstrengungen für Menschenrechtsverteidiger in ihrer Außen- und Entwicklungspolitik aufgerufen.

### Europäische Union
Am 8. Juni 2004 hat der EU-Ministerrat mit Irlands Präsident des Rats der Europäischen Union eine „Leitlinie zum Schutz von Menschenrechtsverteidigern“ erlassen, die sich insbesondere an die diplomatischen Vertretungen der EU in Drittstaaten wendet.
Am Vortag des Tags der Menschenrechte 2015, am 9. Dezember 2015 hat die Europäische Kommission einen neuen Unterstützungsmechanismus für gefährdete Menschenrechtsverteidiger angekündigt. Dafür werden bis 2018 EU-Mittel von 15 Millionen Euro zusätzlich zur kontinuierlichen Unterstützung für Menschenrechtsverteidiger im Rahmen des Europäischen Instruments für Demokratie und Menschenrechte (EIDHR) zur Verfügung gestellt. Seit 2007 erhielten Menschenrechtsverteidiger weltweit im Rahmen des EIDHR insgesamt 200 Millionen Euro an Unterstützung von der Europäischen Union.
Durch diese finanziellen Mittel sollen:
- kurzfristige z. B.
  - der physische Schutz,
  - die rechtliche und medizinische Hilfe,
  - die Betreuung bei Gerichtsverfahren und während Inhaftierungen,
  - die Interessenvertretung in Notfällen,
  - die Unterbringung an sicheren Orten usw. gesichert werden;
- mittelfristig
  - die Lage von Menschenrechtsverteidigern überwacht und
  - Frühwarnung bei Risiken erfolgen und die Menschenrechtsverteidiger
  - im Bereich Risikoprävention und Sicherheit (auch zur digitalen Sicherheit) ausgebildet werden;
- langfristige Strategien entwickelt werden, mit denen
  - nationale Netzwerke unterstützt werden,
  - Interessenvertretung / Lobbying gefördert wird,
  - gegen Menschenrechtsverteidigern auferlegte staatliche Beschränkungen und Sanktionen vorgegangen wird.

Der Mechanismus wird von einem Konsortium aus 12 Nichtregierungsorganisationen verwaltet, die über praktische Erfahrung in der Zusammenarbeit mit gefährdeten Menschenrechtsverteidigern verfügen. Der Mechanismus soll weltweit zum Einsatz kommen, mit speziellem Fokus auf abgelegenen Gebieten.

### Deutschland
Der Deutsche Bundestag hat damit eine Initiative zum Schutz von Parlamentariern verbunden, die wegen ihres Engagements für Menschenrechte, Demokratie und Rechtsstaatlichkeit in Bedrängnis geraten.